# Necropoli di Mandra Antine
La necropoli di Mandra Antine è situata in località S'Ozastredu, nel territorio del comune di Thiesi, nella regione storica del Meilogu nella città metropolitana di Sassari, nella Sardegna nord occidentale. Il sito è stato indagato nel 1961 dall'archeologo Ercole Contu.

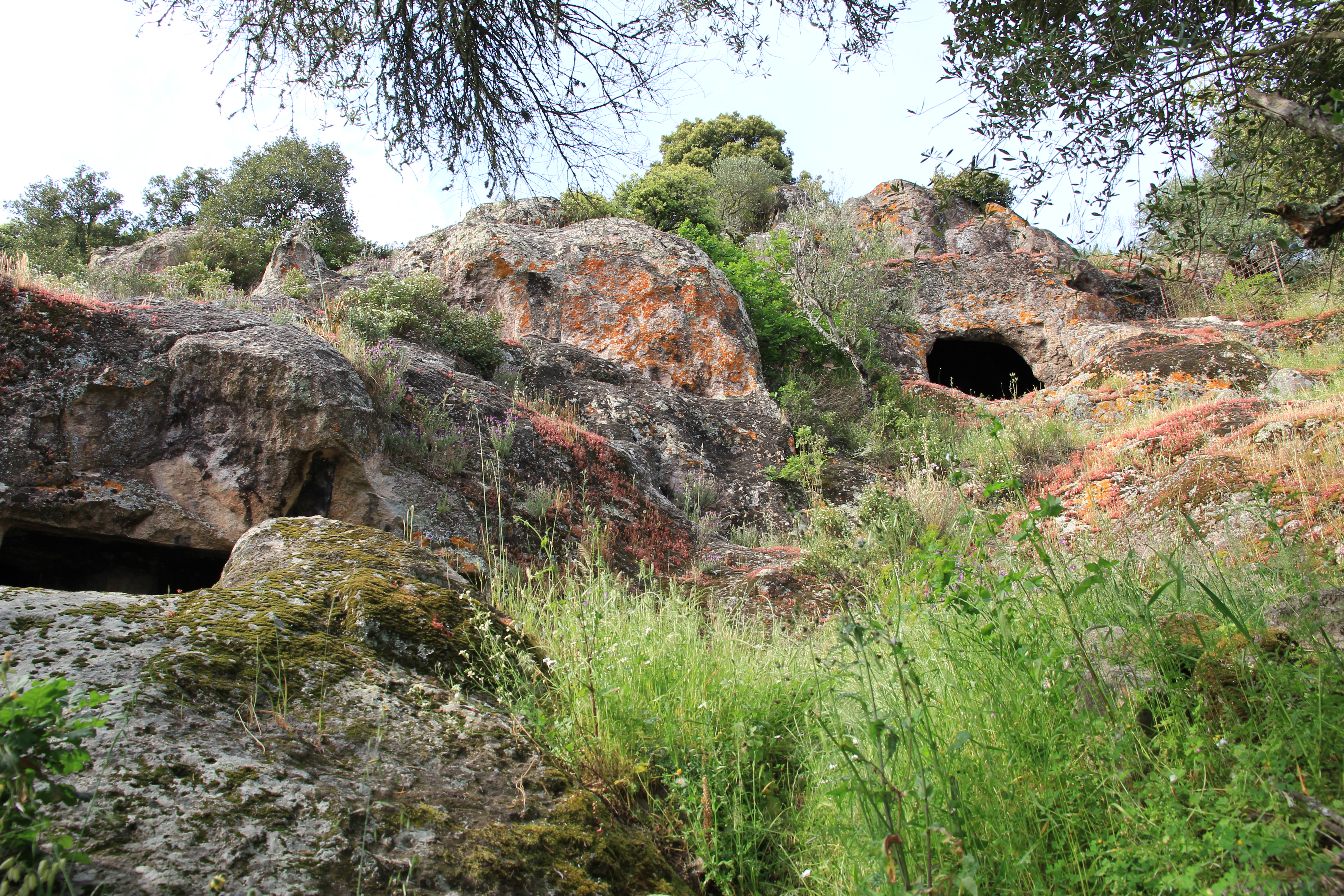
Esterno

## Descrizione del sito
La necropoli è composta da quattro domus de janas ricavate in un costone trachitico, alle pendici del monte Ittiresu. Fra di esse spicca per importanza la tomba III, detta anche "Tomba Dipinta", considerata una delle testimonianze più interessanti del Neolitico sardo grazie ai raffinati affreschi ancora conservati al suo interno. A causa delle condizioni di abbandono in cui versa il sito gli affreschi subiscono un continuo e rapido degrado.

## Elementi decorativi-cultuali

### La Tomba I oTomba delle paraste
La Tomba 1 è formata da quattro celle: due grandi e due piccole. Il vano d'ingresso è a pianta ovoidale ed è voltato, nelle murature sono presenti due lesene in rilievo di pochi centimetri. Il vano è largo 3.05 m. e lungo 4,80 m., l'altezza varia da 1,55 m. fino a 2,65 m.
Proseguendo si accede ad una seconda cella abbastanza vasta (m. 1,65 x 5,05) coperta da una volta piana dell'altezza di m. 1,70; nella parete più interna si aprono dei varchi rettangolari che conducono alle celle minori.

### La Tomba II
La tomba II è molto danneggiata: rimangono soltanto la metà di una bassa cella a volta piana, sulla parete vi sono tracce di colorazione in rosso.

### La Tomba III oTomba Dipinta
La Tomba III costituisce un importante esempio di architettura rupestre: di notevole importanza sono le decorazioni pittoriche delle pareti.

## Galleria d'immagini

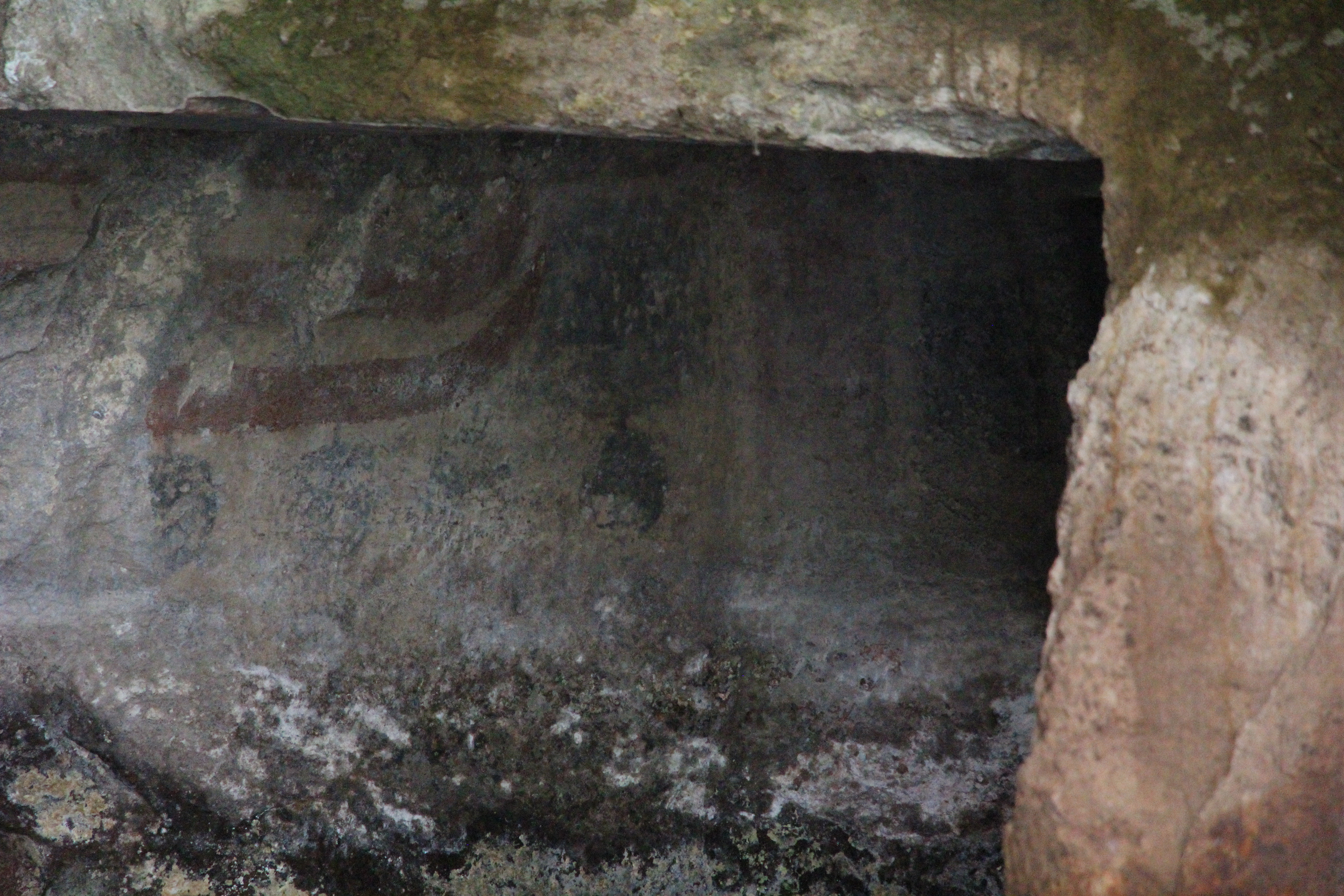
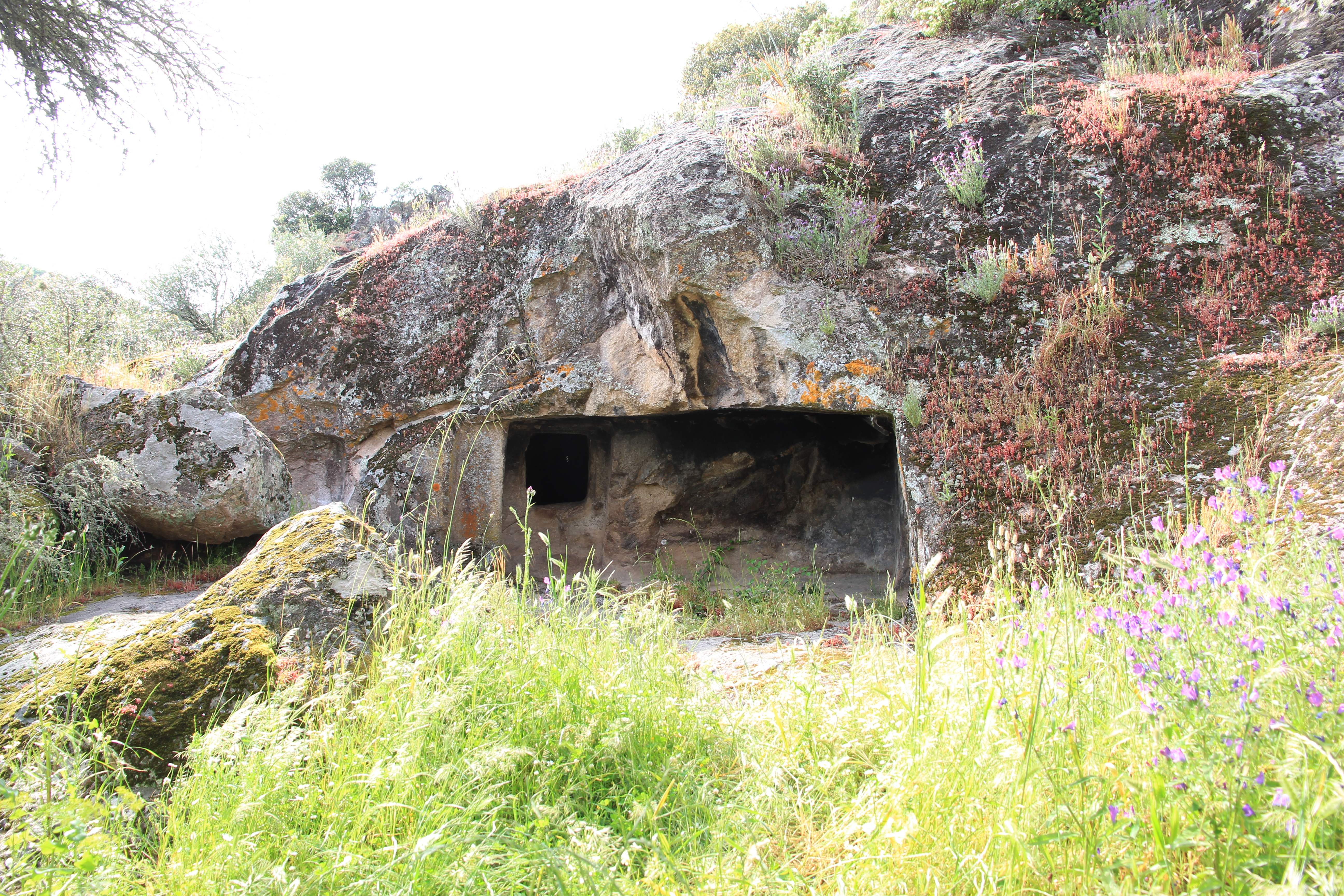
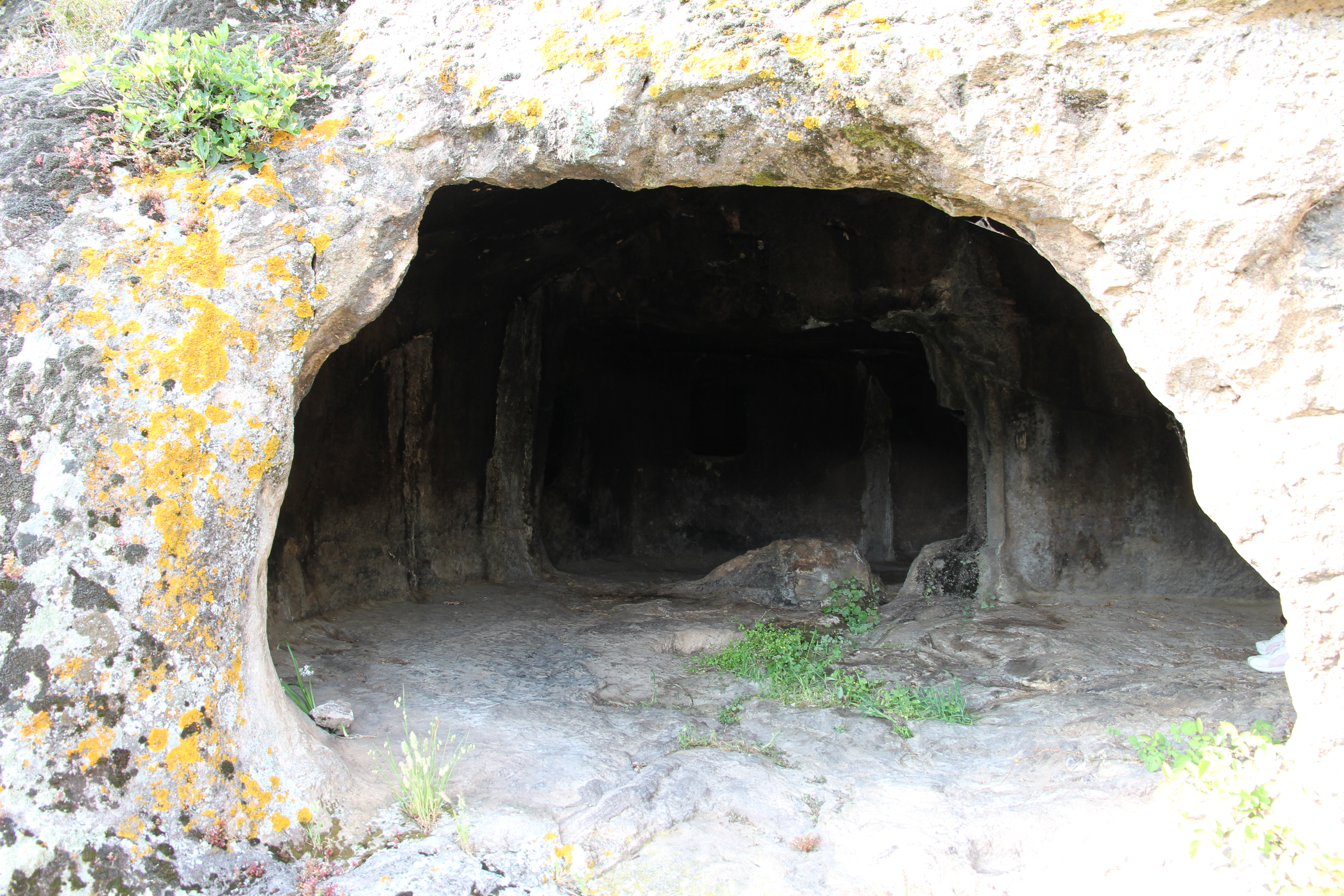
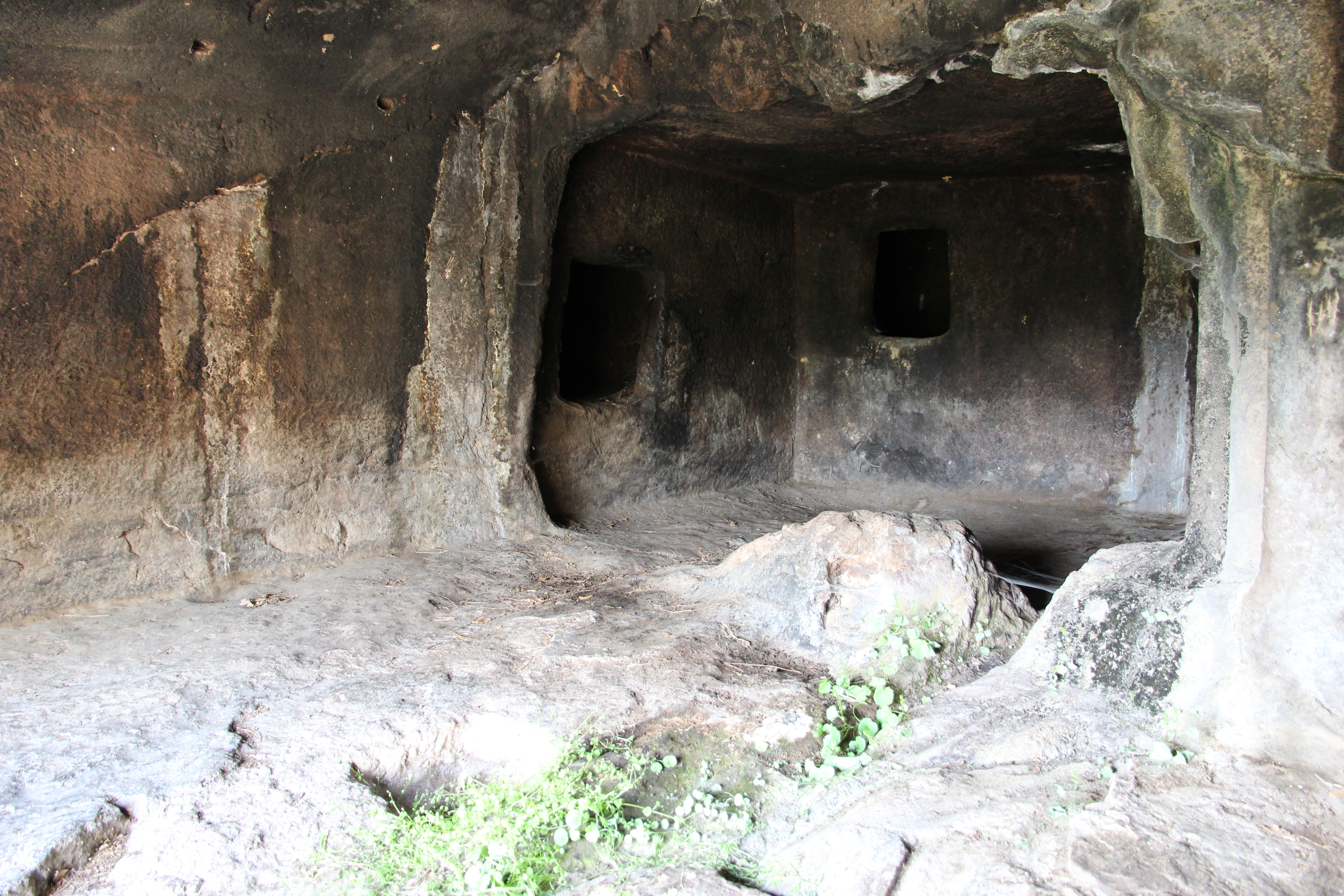